# Wahlen in Sambia 1991
Am 31. Oktober 1991 wurden allgemeine Wahlen in Sambia abgehalten. Gewählt wurden der Staatspräsident und die Nationalversammlung, das Parlament Sambias. Die Präsidentschaftswahl wurde deutlich von Frederick Chiluba, dem Kandidaten des Movement for Multi-Party Democracy (MMD) gegenüber Amtsinhaber Kenneth Kaunda von der United National Independence Party (UNIP) gewonnen. Auch bei der Wahl zur Nationalversammlung gewann das MMD die große Mehrheit der Sitze. Die Wahl markierte eine politische Wende in Sambia und sowohl das Ende der 18-jährigen UNIP-Einparteienherrschaft als auch das Ende der 27-jährigen Präsidentschaft Kaundas.

## Vorgeschichte

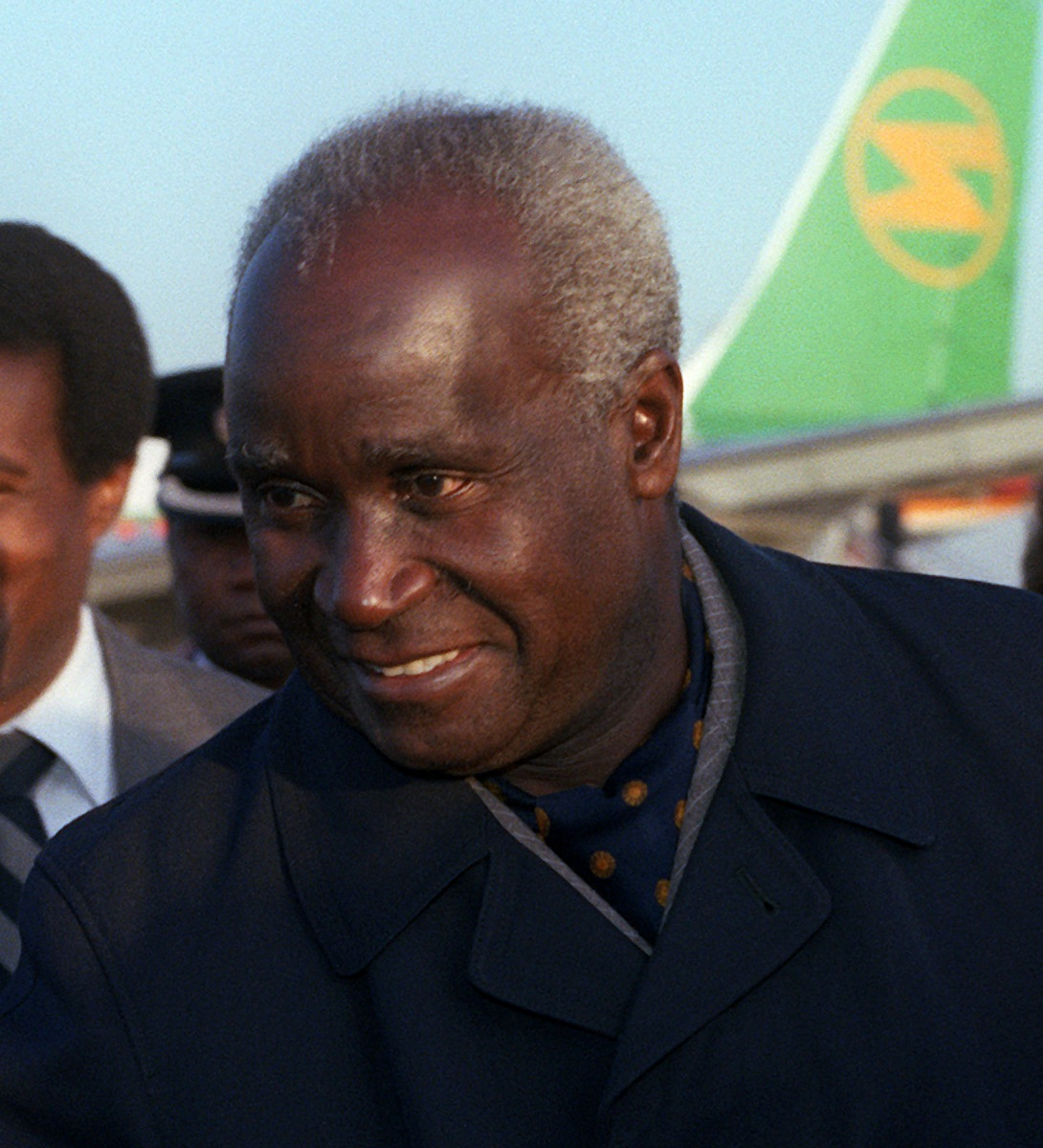
Kenneth Kaunda (1983)

Die Einparteienherrschaft der United National Independence Party (UNIP) war seit den 1980er Jahren auf zunehmende Kritik gestoßen. Hauptkritikpunkt war die grassierende Wirtschaftskrise, die zu einer immer höheren Staatsverschuldung führte, so dass Sambia zwischen 1975 und 1986 durch den Internationalen Währungsfonds genötigt wurde, sieben im Wesentlichen erfolglose Stabilisierungs- und Anpassungsprogramme einzuleiten. Die UNIP-Regierung reagierte darauf mit zunehmender Zentralisierung der Macht in ihren Händen, Entlassungen von Kritikern aus den eigenen Reihen, sowie einer antikolonialistischen, puritanischen Rhetorik, in der sich Präsident Kaunda als Verteidiger der Interessen des sambischen Volkes gegenüber Opportunisten im In- und Ausland darstellte.
Letztlich wurde die Kritik am Einparteienregime und an den Verhältnissen so groß, dass Kaunda dem Druck nachgeben musste. Nachdem es bereits in den 1980er Jahren verschiedene kleinere Putschversuche aus den Reihen der Armee gegeben hatte, ereignete sich im Juni 1990 ein erneuter Putschversuch unter Leutnant Mwamba Luchemba. Dieser wurde rasch beendet und durch Kaundas Regierung als Einzelaktion eines frustrierten Offiziers abgetan. Es wurde deutlich, dass Teile der 16.200 Mann starken Armee mit den Putschisten sympathisiert hatten, was die Regierung zu zahlreichen Entlassungen in den oberen Polizei- und Armeerängen veranlasste. Nachdem Leutnant Luchemba im nationalen Radio seine Machtübernahme verkündet hatte, zogen jubelnde Menschenmengen durch die Straßen, was die allgemeine Stimmung im Lande widerspiegelte. 1990 kam es außerdem zu Unruhen mit Dutzenden Toten nach einer Erhöhung der staatlich subventionierten Maispreise. Am 28. Juni 1990 kündigte Kaunda daraufhin ein nationales Referendum über die mögliche Einführung eines Mehrparteiensystems für den 17. Oktober 1990 an. Da verschiedene Oppositionsgruppen drohten, das Referendum zu boykottieren, wurde dieses zunächst auf August 1991 verschoben und später ganz abgesagt, da sich abzeichnete, dass ein solches Referendum einen eindeutigen Ausgang haben würde. Am 30. November 1990 verabschiedete die sambische Nationalversammlung einstimmig die Constitution of Zambia Amendment Bill, die die legale Bildung von Oppositionsparteien ermöglichte. Bis Jahresende 1990 formierten sich drei Oppositionsparteien, das Movement for Multi-Party Democracy (MMD), die National Democratic Alliance (NADA) und die Democratic Party (DP). Die MMD entwickelte sich rasch zur führenden Oppositionspartei, die von verschiedensten Oppositionsgruppen unterstützt wurde, darunter Gewerkschaften, Geschäftsleuten, Kirchen und Teilen der Streitkräfte. Auch zahlreiche hohe Funktionäre der UNIP schlossen sich dem MMD an. Zur Speerspitze der Opposition entwickelten sich die Gewerkschaften. Der Vorsitzende der Mineworkers Union of Zambia (MUZ, Gewerkschaft der Bergleute Sambias), Jonathan Simakuni, rief im Dezember 1990 die 53.000 Gewerkschaftsmitglieder dazu auf, bei der anstehenden Wahl das MMD zu unterstützen. Zum Spitzenkandidaten des MMD avancierte Frederick Chiluba, ein ehemaliger Vorsitzender des 300.000 Mitglieder zählenden Gewerkschaftsdachverbandes Zambian Congress of Trade Unions (ZCTU).

## Ablauf der Wahl
Die Wahlen am 31. Oktober 1991 wurden durch verschiedene Gruppierungen beobachtet und überwacht – zum einen das Zambia Voting Observation Project („Z-Vote“), eine Organisation, in der Ex-US-Präsident Jimmy Carter eine prominente Rolle spielte, eine Commonwealth-Delegation und viele örtliche Organisationen. Kritik wurde an verschiedenen Aspekten geäußert, so z. B. an der nicht konsequent durchgeführten Wähler-Registrierung, an der zentralen anstelle einer örtlichen Auszählung der Stimmzettel, an einer unausgewogenen Medienberichterstattung und dem während der Wahl immer noch aufrechterhaltenen Ausnahmezustand. Insgesamt wurde die Wahl aber als bemerkenswert gewaltfrei, ruhig und die Arbeit der Wahlbehörden als professionell beurteilt.

## Wahlmodus
Für die Parlamentswahl war Sambia in Wahlkreise eingeteilt, in denen jeweils ein Abgeordneter nach relativem Mehrheitswahlrecht gewählt wurde. Bisher hatten 125 Wahlkreise bestanden. Durch das Wahlgesetz von 1990 wurde die Zahl der Wahlkreise auf 150 erhöht und die Abgrenzung der Wahlkreise einer Kommission (Delimitation Commission – „Abgrenzungskommission“) übertragen. Diese Kommission definierte die Wahlkreisgrenzen nicht vollständig neu, sondern nur in den Regionen, in denen sich die Bevölkerungszahlen signifikant geändert hatten. Bei der Abgrenzung der Wahlkreise hielt die Kommission am bisherigen Grundsatz fest, dass die Wahlkreisgrenzen nicht die Provinzgrenzen überschreiten sollten. Außerdem wurden nicht nur die reine Bevölkerungszahl, sondern auch Gesichtspunkte der Geographie und Infrastruktur berücksichtigt. Die mittlere Bevölkerungszahl pro Wahlkreis betrug 52.000, aber es wurden in ländlichen Gegenden Abweichungen bis zu einem Minimum von 25.000 toleriert.
| Provinz         | Bevölkerung | Wahlkreise | Änderung |
| --------------- | ----------- | ---------- | -------- |
| Zentralprovinz  | 0.725.611   | 014        | ▲3       |
| Copperbelt      | 1.579.542   | 030        | ▲3       |
| Ostprovinz      | 0.973.818   | 019        | ▲3       |
| Luapula         | 0.526.705   | 010        | ▲2       |
| Lusaka          | 1.207.980   | 023        | ▲4       |
| Nordprovinz     | 0.867.795   | 017        | ▲3       |
| Nordwestprovinz | 0.383.146   | 07         | ▲2       |
| Südprovinz      | 0.946.353   | 018        | ▲3       |
| Westprovinz     | 0.607.497   | 012        | ▲2       |
| Gesamt          | Gesamt      | 150        | ▲25      |

## Wahlergebnisse

### Ergebnis der Präsidentschaftswahl

Mehrheiten bei der Präsidentschaftswahl nach Provinzen

Nach offiziellen Angaben gab es zur Präsidentschaftswahl 2.926.457 registrierte Wähler, von denen sich 1.324.765 (45,27 %) an der Wahl beteiligten. 3,13 Prozent der Stimmen (41.531) waren ungültig.
| Kandidat | Kandidat                | Partei                                    | Stimmen   | in %   |
| -------- | ----------------------- | ----------------------------------------- | --------- | ------ |
|          | Frederick J. T. Chiluba | Movement for Multiparty Democracy (MMD)   | 972.212   | 75,76  |
|          | Kenneth D. Kaunda       | United National Independence Party (UNIP) | 311 022   | 24,24  |
| Gesamt   | Gesamt                  | Gesamt                                    | 1.283.234 | 100,00 |

### Ergebnis der Parlamentswahl

Mehrheiten bei der Parlamentswahl in den Wahlkreisen

Nach offiziellen Angaben gab es zur Wahl der Nationalversammlung 2.875.960 registrierte Wähler, von denen sich 1.305.689 (45,40 %) an der Wahl beteiligten. 3,58 Prozent der Stimmen (46.787) waren ungültig.
| Partei | Partei                                    | Stimmen   | in %  | Sitze | in %   |
| ------ | ----------------------------------------- | --------- | ----- | ----- | ------ |
|        | Movement for Multi-Party Democracy (MMD)  | 931.945   | 74,01 | 125   | 83,33  |
|        | United National Independence Party (UNIP) | 314.711   | 24,99 | 25    | 16,67  |
|        | Unabhängige                               | 9.862     | 0,78  | 0     | 0,00   |
|        | National Democratic Alliance (NADA)       | 1.695     | 0,13  | 0     | 0,00   |
|        | National Democratic Party (NDP)           | 803       | 0,06  | 0     | 0,00   |
|        | Democratic Party (DP)                     | 120       | 0,01  | 0     | 0,00   |
| Gesamt | Gesamt                                    | 1.259.136 | 99,98 | 150   | 100,00 |

## Beurteilung des Wahlausgangs
Das Wahlergebnis war eindeutig. Chiluba und das MMD gewannen etwa drei Viertel der Stimmen bzw. 83 % der Parlamentssitze. In der Bergarbeiterprovinz Copperbelt erzielte das MMD mehr als 90 % der Stimmen. Lediglich in der Ostprovinz, seiner Heimatprovinz, konnte Kaunda eine Stimmenmehrheit (75 %) gewinnen. Die Wahlbeteiligung war mit etwa 45 % angesichts der Bedeutung der Wahl jedoch überraschend niedrig, was durch Beobachter mit einer gewissen Ängstlichkeit der Wähler angesichts befürchteter möglicher Unruhen, sowie mit Verunsicherung aufgrund des ungewohnten Mehrparteiensystems erklärt wurde.

## Nach der Wahl
Der Regierungswechsel nach der Wahl verlief reibungslos und gewaltfrei. Am 2. November 1991 akzeptierte Kaunda in einer Radio- und Fernsehansprache seine Niederlage. Noch am selben Tag wurde der neu gewählte Präsident Frederick Chiluba vereidigt und am 5. Dezember 1991 trat die neu gewählte Nationalversammlung erstmals zusammen.